# El Sant Crist de Sureda
El Sant Crist de Sureda és una capella del terme comunal de Sureda, a la comarca del Rosselló, Catalunya Nord. Està situada al sud-est del poble de Sureda, a prop i al nord-oest del santuari de la Mare de Déu del Castell.
És una capella petita, d'una sola nau orientada de sud-est a nord-oest, sense absis acusat a l'exterior. És una construcció tosca, on els elements destacables són el portal de punt rodó obrat amb totxos i dues finestres molt primitives als dos costats de la porta.